# Obagues Altes
Les Obagues Altes és una obaga de força extensió del terme municipal d'Abella de la Conca, a la comarca del Pallars Jussà.

Les Obagues Altes, respecte del terme d'Abella de la Conca

És al sector meridional del terme municipal, al sud-est de la vila d'Abella de la Conca; al vessant nord de la Sadella i de la carretera L-511 entre els quilòmetres 7,5 i 12. El primer tram es sota i al nord de la carretera, però després passen a estar per damunt i al sud d'aquesta via de comunicació. El Camí de Petrolers discorre per les Obagues Altes. Tot i que lleugerament diferenciades de l'Obaga de Fonguera, al sud i sud-oest de la qual es troben, estan incloses en la partida rural de l'Obaga de Fonguera.
Com molts altres, aquest topònim és romànic i de caràcter descriptiu. Es refereix a unes valls orientades cap al nord que, per referència a altres, estan situades a la part alta.